# رانيا شاهين
رانيا شاهين (22 أغسطس 1985) ممثلة مصرية.

## حياتها ونشأتها
لم يكن عالم التمثيل في ذهنها مطلقا ولم تكن تحلم بأن تكون ممثلة في وقت من الأوقات فبدايتها جاءت عام 2000 بالمصادفة عندما ذهبت إلى مكتب المخرج خيري بشارة بصحبة إحدى صديقاتها فعرض عليها دورا في فيلمه الديجيتال «ليلة في القمر» والذي جسدت فيه دور «رشا» الفتاة التي يدفعها الحب من طرف واحد للإدمان.
وبعد ذلك شاركت في سهرة درامية مع المخرج خيري بشارة والمؤلف محمد صفاء عامر بعنوان «الديك» وسهرة درامية أخرى مع الفنان عمر الحريري والفنانة بثينة رشوان وذلك قبل أن يرشحها المخرج فخرالدين نجيدة للمشاركة في فيلم «سحر العيون» مع عامر منيب.
انضمت خلال عملها إلى ورش التمثيل مع الدكتور محمد عبد الهادي والمخرج أحمد ماهر كما شاركت في ورشة خالد جلال بالأوبرا ولكن المصادفة أيضا كان لها دور في مشاركتي في فيلم«7 ورقات كوتشينة» حيث اختارها المخرج شريف صبري للمشاركة في إحدى الحملات الإعلانية وبعدها لبطولة فيلم «7 ورقات كوتشينة» مع روبي ومنه إلى فيلم «واحد من الناس» مع الفنان كريم عبد العزيز والمخرج أحمد نادر جلال ثم فيلم «زي النهارده».
كما شاركت في مسلسل ابواب الخوف مع الفنان عمرو واكد وفي فيلم فبراير الأسود مع الفنان خالد صالح وأيضاً شاركت في مسلسل فرصة ثانية مع الفنانة هيدي كرم وفراس سعيد ونخبة من نجوم الفن اللبناني، وشاركت في مسلسل تحت السيطرة بدور إنجي مع نيللي كريم وحق ميت مع حسن الرداد وتشارك في فيلم إيطالي بعنوان جولد.

## أعمالها[4]
- خارج السيطرة (2021)
- مسلسل الوجه الآخر (2020)
- فيلم قابل للكسر (2020)
- مسلسل زودياك (2019)
- مسلسل طلقة حظ (2019)
- مسلسل لمس أكتاف (2019)
- مسلسل حب بلا حدود (2019)
- مسلسل ممنوع الاقتراب او التصوير (2018)
- مسلسل الحالة ج (2017)
- فيلم القرد بيتكلم (2017)
- مسلسل نصيبى و قسمتك (2016)
- مسلسل تحت السيطرة (2015)
- مسلسل حق ميت (2015)
- مسلسل فرصة تانية (2014)
- فيلم فبراير الأسود (2013)
- سيت كوم الباب في الباب ج2 (2012)
- مسلسل رقم مجهول (2012)
- مسلس أبواب الخوف (2011)
- مسلسل دوران شبرا (2011)
- فيلم بنتين من مصر (2010)
- مسلسل عشان مليش غيرك (2009)
- فيلم زى النهاردة (2008)
- فيلم ليلة في القمر (2008)
- فيلم واحد من الناس (2006)
- فيلم 7 وقات كوتشينة (2004)
- فيلم ديل السمكة (2003)
- فيلم سحر العيون (2002)

## وصلات خارجية
- رانيا شاهين على موقع IMDb (الإنجليزية)
- رانيا شاهين على موقع الدهليز
- رانيا شاهين على موقع قاعدة بيانات الأفلام العربية
- رانيا شاهين على موقع قاعدة بيانات الفيلم (الإنجليزية)